# Grand Prix-seizoen 1920
Het Grand Prix-seizoen 1920 was het tweede Grand Prix-jaar na de Eerste Wereldoorlog en het laatste grand-prixjaar waarin geen enkele Grandes Épreuve werd verreden. Het seizoen begon op 31 mei en eindigde op 24 oktober na vier races.

## Kalender
| Datum       | Land             | Racenaam              | Circuit      | Winnaar          | Constructeur | Verslag |
| ----------- | ---------------- | --------------------- | ------------ | ---------------- | ------------ | ------- |
| 31 mei      | Verenigde Staten | Indianapolis 500      | Indianapolis | Gaston Chevrolet | Monroe       | verslag |
| 13 juni     | Italië           | Mugello Circuit       | Mugello      | Giuseppe Campari | Alfa Romeo   | verslag |
| 28 augustus | Verenigde Staten | Elgin National Trophy | Elgin        | Ralph DePalma    | Ballot       | verslag |
| 24 oktober  | Italië           | Targa Florio          | Madonie      | Guido Meregalli  | Nazzaro      | verslag |

1894 · 1895 · 1896 · 1897 · 1898 · 1899 · 1900 · 1901 · 1902 · 1903 · 1904 · 1905 · 1906 · 1907 · 1908 · 1909 · 1910 · 1911 · 1912 · 1913 · 1914 · 1915 · 1916 · Eerste Wereldoorlog · 1919 · 1920 · 1921 · 1922 · 1923 · 1924 · 1925 · 1926 · 1927 · 1928 · 1929 · 1930 · 1931 · 1932 · 1933 · 1934 · 1935 · 1936 · 1937 · 1938 · 1939 · 1940-1945 (Tweede Wereldoorlog) · 1946 · 1947 · 1948 · 1949 
 Lijst van Grand Prix-wedstrijden voor 1950